# روبین گلدمارک
روبین گلدمارک (انگلیسی: Rubin Goldmark؛ ۱۵ اوت ۱۸۷۲ – ۶ مارس ۱۹۳۶) یک آهنگساز، مدرس موسیقی و نوازنده پیانو اهل ایالات متحده آمریکا بود.
او نوهٔ آهنگساز مشهور اتریشی «کارل گلدمارک» بود و پس از تحصیلات اولیه در نیویورک، به اتریش رفت تا در دانشگاه موسیقی و هنرهای نمایشی وین به ادامه تحصیل بپردازد. وی مدتی نیز از شاگردان آنتونین دورژاک بود.
از شاگردان مشهور او می‌توان به «آرون کوپلند»، «جرج گرشوین» و «فنی چارلز دیلن» اشاره کرد.